# Siemens-Reiniger-Werke AG
Siemens-Reiniger-Werke AG (SRW) es el nombre de una empresa alemana con sede en Berlín dedicada a la fabricación de equipos electromédicos, activa entre 1932 (cuando se creó mediante la fusión de tres empresas) y 1966, año en el que pasó a formar parte del conglomerado de empresas de Siemens AG.

## Historia
La compañía fue creada en 1932 por la fusión de Reiniger, Gebbert & Schall AG de Erlangen, con las Fábricas de tubos de rayos X Phoenix AG con sede en Rudolstadt (Turingia) y la empresa de ventas Siemens-Reiniger-Veifa Gesellschaft für Medizintechnik mbH de Berlín (Veifa: "United Electrotechnical Institute Frankfurt-Aschaffenburg"). En el curso de esta reorganización, casi toda la producción de equipos electromédicos de Siemens & Halske AG se trasladó de Berlín a Erlangen.

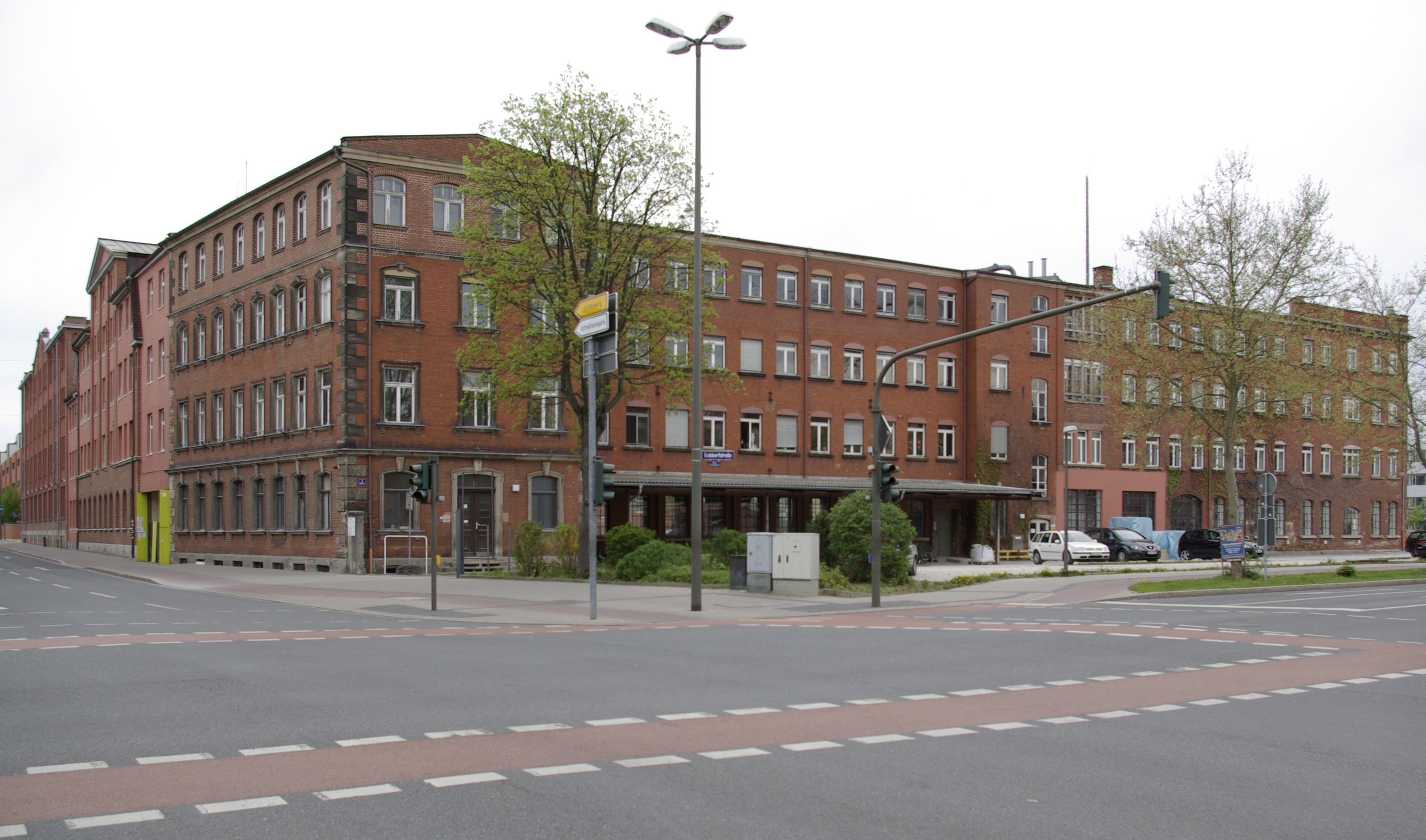
El edificio erigido en 1893 por Reiniger, Gebbert & Schall AG en Erlangen. Más adelante, su compañía sucesora, Siemens-Reiniger-Werke, y finalmente la división de tecnología médica de Siemens continuaron fabricando aquí. En el año 2000, la empresa Siemens donó el edificio a la ciudad de Erlangen

Logo

En 1943, la administración central de Siemens-Reiniger-Werke también se trasladó a Erlangen, ya que en Berlín ya no era posible trabajar ordenadamente debido a los ataques aéreos aliados. Erlangen disfrutó del estatuto de ciudad hospital y se salvó de la gran destrucción causada por los bombardeos durante la Segunda Guerra Mundial. En 1947, la sede de la empresa se trasladó así mismo a Erlangen, y comenzó la construcción de unas nuevas instalaciones para la fabricación de equipos de rayos X, ya que la planta de Turingia ("Fábrica de Tubos de Rayos X de Siemens-Reiniger-Werke en Rudolstadt") había expropiada por la Administración Militar Soviética en Alemania, al igual que la Fábrica de Tubos de Rayos X VEB Phoenix de Rudolstadt.
La organización de ventas internas, que había sufrido mucho por la guerra, se reconstruyó rápidamente. También se creó una extensa red de ventas en el extranjero, particularmente en América del Sur, después de que las oficinas en el extranjero se perdieran debido a la guerra.
El 1 de octubre de 1966, las tres sociedades anónimas directamente vinculadas a la familia Siemens (Siemens & Halske, Siemens-Schuckert y Siemens-Reiniger-Werke) se combinaron para formar Siemens AG. El área de tecnología médica pasó a operar bajo el nombre de "Siemens AG, Wernerwerk para tecnología médica". En el curso de una reestructuración general, Wernerwerk pasó a llamarse "Siemens Corporate Division de Tecnología Sanitaria" (UB Med) en 1969; "Siemens Medical Solutions" en 2001; y más adelante cambió su nombre a "Siemens Sector Healthcare" en 2008. En 2015 se convirtió en una compañía independiente, la "Siemens Healthcare GmbH".